# ATP Volvo International 1991
Il Volvo International 1991 è stato un torneo di tennis giocato sul cemento del Cullman-Heyman Tennis Center di New Haven negli Stati Uniti. Il torneo fa parte della categoria ATP Championship Series nell'ambito dell'ATP Tour 1991. Si è giocato dal 12 al 19 agosto 1991.

## Campioni

### Singolare maschile
Petr Korda ha battuto in finale  Goran Ivanišević con il punteggio di 6–4, 6–2

### Doppio maschile
Petr Korda /  Wally Masur  hanno battuto in finale  Jeff Brown /  Scott Melville per walkover